# Ann Dowd
Ann Dowd (ur. 30 stycznia 1956 w Holyoke) – amerykańska aktorka teatralna, telewizyjna i filmowa.

## Życiorys
Ukończyła katolicką szkołę College of the Holy Cross, następnie kształciła się w szkole teatralnej w ramach DePaul University. Pracowała w zespołach teatralnych w Chicago, trzykrotnie otrzymując nagrodę Jeff Award. Po przeniesieniu się do Nowego Jorku występowała m.in. także w produkcjach off-broadwayowskich. Grała także na Broadwayu – w sztukach Candida (1993), Taking Sides (1996) i The Seagull (2008). Za pierwszą z ról została wyróżniona Clarence Derwent Award.
Jako aktorka filmowa debiutowała w 1985 w produkcji telewizyjnej First Steps, regularnie zaczęła występować na początku lat 90. W filmach kinowych zagrała m.in. Louise Preston w Shiloh i dwóch sequelach tego cyklu. Wystąpiła w Filadelfii, wcielając się w postać siostry głównego bohatera granego przez Toma Hanksa. Z reżyserem Jonathanem Demme współpracowała również na planie Kandydata z Meryl Streep i Denzelem Washingtonem. W Powrocie do Garden State zagrała matkę postaci odtwarzanej przez Natalie Portman. Otrzymała ponadto jedną z głównych ról w produkcji Słynna Bettie Page oraz role drugoplanowe w Intrygancie i Panaceum. Pojawiła się także m.in. w Sztandarze chwały, Dzieciakach z High School Musical, Marleyu i ja i Wieczorze panieńskim.
Największe uznanie przyniósł jej występ w thrillerze psychologicznym Siła perswazji z 2012, w którym zagrała menedżerkę restauracji Sandrę. Aktorka zdobyła za tę rolę liczne wyróżnienia, w tym nominacje do Saturna i nagrody Independent Spirit, a także nagrodę National Board of Review Award.
Wielokrotnie otrzymywała angaż do pojedynczych odcinków amerykańskich seriali telewizyjnych, takich jak Prawo i porządek, Z Archiwum X, Luzaki i kujony, Dr House. Była w regularnej obsadzie Nothing Sacred, którego produkcję zakończono po jednym sezonie. W 2014 pojawiła się w miniserialu Olive Kitteridge oraz w epizodycznej roli w Detektywie. W tym samym roku dołączyła do głównej obsady Pozostawionych jako Patti Levin, liderka lokalnego oddziału sekty Guilty Remnant. Rola tak przyniosła jej nominację do Satelity dla najlepszej aktorki drugoplanowej w serialu, miniserialu lub filmie telewizyjnym. Za występ w serialu Opowieść podręcznej przyznano jej nagrodę Emmy dla najlepszej aktorki drugoplanowej w serialu dramatycznym (2017).

## Filmografia

### Filmy
- 1990: Zielona karta
- 1992: Olej Lorenza
- 1993: Filadelfia
- 1994: Dwa miliony dolarów napiwku
- 1995: Bushwhacked
- 1996: Shiloh
- 1997: All Over Me
- 1998: Uczeń szatana
- 1999: Shiloh 2: Shiloh Season
- 2004: Kandydat
- 2004: Powrót do Garden State
- 2004: Życie, którego nie było
- 2005: Słynna Bettie Page
- 2006: Saving Shiloh
- 2006: Sztandar chwały
- 2007: Dzieciaki z High School Musical
- 2007: Ogrodnik z Edenu
- 2007: The Babysitters
- 2007: The Living Wake
- 2008: Marley i ja
- 2009: Intrygant
- 2011: Sztuka dorastania
- 2012: Siła perswazji
- 2012: Wieczór panieński
- 2013: Gimme Shelter
- 2013: Panaceum
- 2014: Big Driver
- 2014: Mów mi Vincent
- 2014: The Drop
- 2015: Kryzys to nasz pomysł[1]

### Seriale telewizyjne
- 1990: The Days and Nights of Molly Dodd
- 1991: Prawo i porządek
- 1995: Szpital Dobrej Nadziei
- 1997: Nothing Sacred
- 1999: Potyczki Amy
- 1999: Powrót do Providence
- 1999: Z Archiwum X
- 2000: Luzaki i kujony
- 2000: Nowojorscy gliniarze
- 2000: Sprawy rodzinne
- 2001: The Education of Max Bickford
- 2001: Prawo i porządek: sekcja specjalna
- 2002: Brygada ratunkowa
- 2003: Dotyk anioła
- 2004: Dr House
- 2004: Prawo i porządek: Zbrodniczy zamiar
- 2005: Prawo i bezprawie
- 2010: Louie
- 2011: Pan Am
- 2014: Detektyw
- 2014: Olive Kitteridge
- 2014: Pozostawieni
- 2016: Zamęt
- 2016: Dobre zachowanie
- 2017: Dziewczyny
- 2017: Opowieść podręcznej
- 2019: Owieczki boże[1]